# Université coloniale de Belgique
L'Université coloniale de Belgique est un institut supérieur établi à Anvers. L'Université, qui a formé des étudiants destinés à occuper des fonctions au Congo belge a ouvert ses portes en 1920 et a fermé ses portes en 1961, un an après l'indépendance du Congo.

## Histoire

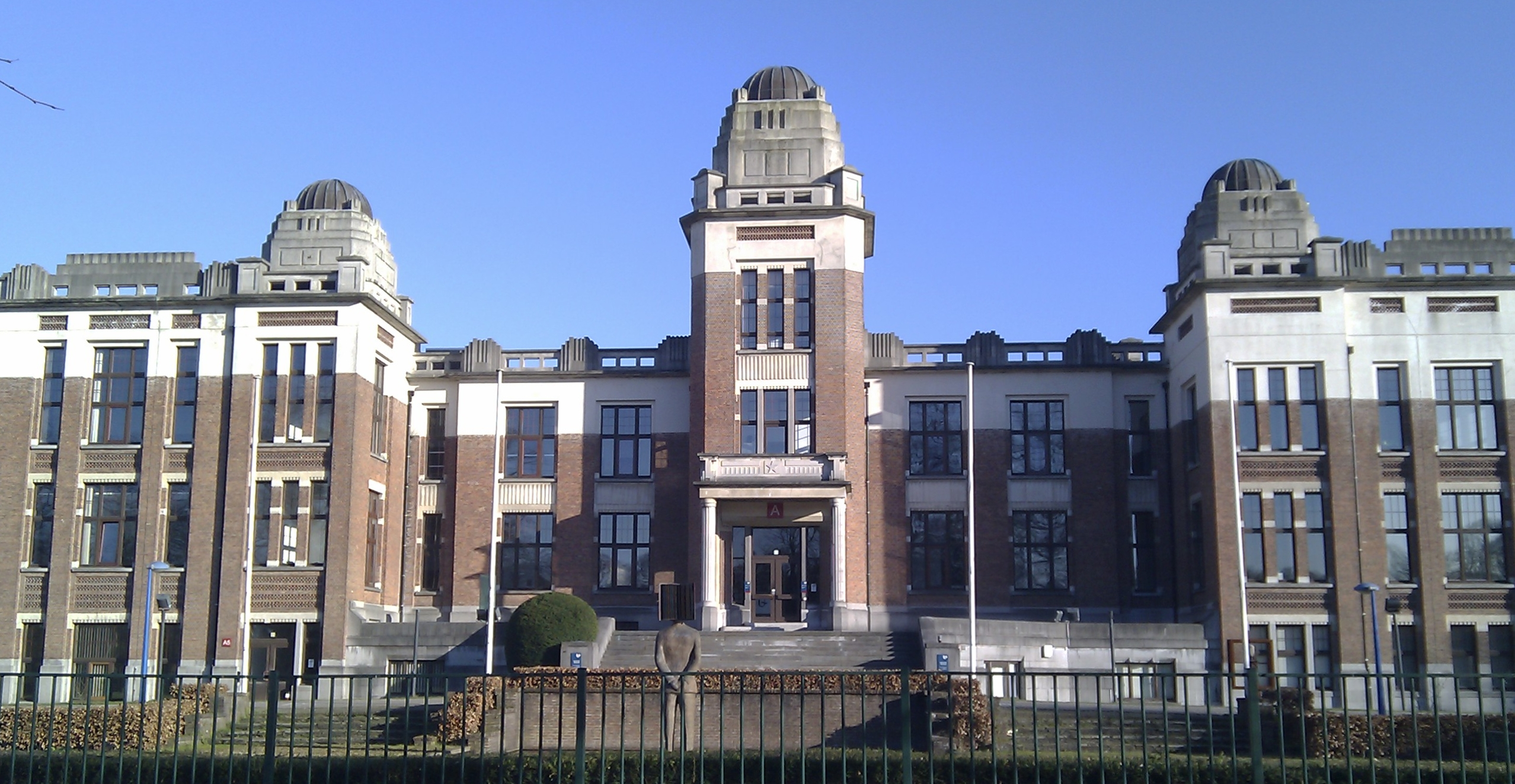
Le bâtiment de l'ancienne Université coloniale, aujourd'hui siège du rectorat de l'Université d'Anvers, sur la Campus Middelheim.

Le Congo est devenu une colonie belge à partir de 1908. Pour former les cadres administratifs de la colonie, Louis Franck, ministre des colonies, a fondé l'école coloniale supérieure, par arrêté royal du 11 décembre 1920. Trois ans plus tard, l'école a été transformée en Université coloniale de Belgique. Les bâtiments à proximité du parc du Middelheim ont été inaugurés par le roi Albert Ier de Belgique. À la fin des années 1920 ses bâtiments ont disparu dans un incendie, mais ils ont été reconstruits et les nouveaux bâtiments, de style colonial, ont été inaugurés en 1931.
En 1949, l'Université coloniale a été renommée Institut universitaire des territoires d'outre-mer (INUTOM) (en néerlandais : Universitair Instituut voor de Overzeese Gebieden, ou UNIVOG). L'institut avait un statut universitaire et décernait des diplômes de candidat et de licencié en sciences coloniales et administratives.
À la suite de l'indépendance du Congo en 1960, les activités de l'INUTOM ont cessé en 1961. En 1963 l'Institut a vendu sa bibliothèque, et deux ans plus tard, l'INUTOM a fusionné avec la Rijkshandelshogeschool (École supérieure de Commerce de l’État) et avec l'Institut supérieur des traducteurs et interprètes pour former le Rijksuniversitair Centrum Antwerpen (RUCA) ou centre universitaire de l'état d'Anvers. De la fusion avec la section Coopération internationale de l'École supérieure de commerce est né le Collège pour les pays en développement (College voor ontwikkelingslanden) qui a fusionné à son tour avec le Centrum Derde Wereld (Ufsia) pour former l'Instituut voor Ontwikkelingsbeleid en -beheer (IOB) (en français : Institut pour la politique et la gestion du développement) .
Les bâtiments de l'INUTOM ont été annexés par l'Université d'Anvers. L'étoile à cinq rais du drapeau du Congo belge est toujours visible au fronton de l'entrée principale.